# Aspidogyne metallescens
Aspidogyne metallescens är en orkidéart som först beskrevs av João Barbosa Rodrigues, och fick sitt nu gällande namn av Leslie Andrew Garay. Aspidogyne metallescens ingår i släktet Aspidogyne och familjen orkidéer. Inga underarter finns listade i Catalogue of Life.